# Буда-Люшевский сельсовет
Буда-Люшевский сельсовет (бел. Буда-Люшаўскі сельсавет) — упразднённая административная единица на территории Буда-Кошелёвского района Гомельской области Республики Беларусь.

## История
В состав Буда-Люшевского сельсовета входили не существующие в настоящее время: до 1947 года посёлок Сталино, до 1964 года посёлок Калинина, до 1969 года посёлок Осиновка, до 1998 г. посёлок Калинино (до 1937 года имени Бухарина).
16 декабря 2009 года Буда-Люшевский сельсовет упразднён. Территория упразднённого сельсовета, в том числе деревни Буда Люшевская, Любовин, Новый Любовин, Слобода Люшевская, Хмельное, Шутное, посёлки Заречье, Перегрузочный, Роща, входившие в состав Буда-Люшевского сельсовета, включены в состав Липиничского сельсовета.

## Состав
Буда-Люшевский сельсовет включал 9 населённых пунктов:
- Буда Люшевская — деревня
- Заречье — посёлок
- Любовин — деревня
- Новый Любовин — деревня
- Перегрузочный — посёлок
- Роща — посёлок
- Слобода Люшевская — деревня
- Хмельное — деревня
- Шутное — деревня